# Sjukhuset (TV-serie)
Sjukhuset var en svensk TV-serie som hade premiär i augusti 2007. Sedan säsong 5 (2011) skildras arbetet på Universitetssjukhuset i Linköping. Serien har visats i TV3 och produceras av Titan Television.
I programmet figurerar flera yrkesgrupper, däribland läkare (plastikkirurg, ortoped, kardiolog, akutläkare, med flera), sjuksköterskor 
(bland annat ambulanssjuksköterskor och barnmorskor), undersköterskor, med flera. Man får följa när dessa yrkesgrupper ger tillbörlig vård till patienter. 
Formatet har även sålts till Finland, Danmark och Norge.

## Säsong 1-4 (2007–2010)
TV-seriens första säsong hade premiär 27 augusti 2007. Under de fyra första säsongerna skildrades arbetet på Akademiska sjukhuset i Uppsala.

### Kritik och stämning
Under 2012 stämdes Uppsala läns landsting av stiftelsen Centrum för rättvisa för att ha brutit mot sjukvårdssekretessen under inspelningarna av TV-serien. När fallet prövades i Uppsala tingsrätt under december 2013 friades Uppsala läns landsting från anklagelserna och slapp skadestånd. I samma dom friades även flera sjuksköterskor från anklagelser om att ha lämnat ut sekretessbelagda uppgifter med hänvisning till att landstingsledningen godkänt tv-inspelningarna. När fallet prövades i Svea hovrätt under november 2014 blev Uppsala läns landsting skadeståndsskyldigt till flera anhöriga till en filmad patient.
Under mars 2014 uppmanade sakkunniga från Statens medicinsk-etiska råd i en debattartikel i Svenska Dagbladet att sjukhus- och landstingsledningar inte ska skriva kontrakt med TV-bolag som kan hota patientintegriteten.

## Säsong 5-6 (2011–2012)
Inför den femte säsongen av TV-serien under 2011 flyttades inspelningarna till Universitetssjukhuset i Linköping, som har omkring 4900 anställda.
I Sverige började en sjätte säsong sändas med början tidigt 2012.